# Joaquín Guerrero Casasola
Joaquín Guerrero Casasola y Gómez (México, D. F., 1962) es un Doctor en Literatura, escritor y guionista de tv, hijo de madre española y padre mexicano. Doctorado por la universidad de Salamanca. Egresado de la carrera de Ciencias de la Comunicación por la Universidad Autónoma Metropolitana  (1982-1986). Su tesis de licenciatura obtuvo el 2.º. Premio Nacional de Tesis en Comunicación (1986) que otorga el CONEICC. También es máster en Guion de Ficción para TV y Cine por la Universidad Pontificia de Salamanca (España, 2006) Doctor en Literatura Hispanoamericana. En 2006 fue becado por el Premio Nobel Gabriel García Márquez para participar en el mítico Taller de Guion que anualmente imparte Gabo en la Escuela Internacional de Cine y Televisión en San Antonio de los Baños, Cuba. En aquella ocasión, el taller también fue impartido por el cineasta español Fernando León de Aranoa. Actualmente realiza estudios de doctorado en Literatura en la Universidad de Salamanca, becado por el gobierno mexicano a través del Programa de Becas para Estudios en el Extranjero que patrocinan el FONCA/Conacyt. Asimismo, es Profesor Titular de Tiempo Completo de la Licenciatura en Creación Literaria, de la Universidad Autónoma de la Ciudad de México, (UACM). Sus novelas han sido traducidas al alemán, italiano y francés.

## Novelas, series TV y premios
Cronología bibliográfica de publicaciones en vida del autor:
- Ley Garrote (Novela, Roca Editorial, Barcelona, 2007) ISBN 978-84-965-4495-6 GANADOR del Premio L'H Confidencial 2007, Hospitalet, Llobregat.
- El pecado de Mama Bayou (Novela, Ed. Lengua de Trapo, Madrid, 2008) ISBN 978-84-8381-046-0
- La sicaria de Polanco (Novela, Ediciones B, 2011) ISBN 978-84-666-4733-5
- La senda del mexica (Novela, Ed. Joaquín Mortiz - Grupo Planeta, 2013) ISBN 978-60-7071-723-9 Finalista premio de novela letras nuevas. Planeta.  Sanborns. México 2010
- "Complot para matar a un nini" Ed. Pukiyari Editores/Publishers. 2015. ISBN 163065034X ISBN 978-1630650346- Ganador certamen Internacional de novela Contacto Latino. EUA.
- "Ciudad canibal" Ed. Ink.
- "Duele más el viento" Ed. Mala hierba cartonera. GANADOR del certamen internacional. Distancia Breve. Bolivia. 2016
- "El tren de la ausencia". Ed. Ramdom House. GANADOR del certamen internacional de novela Medellín Negro. Colombia. 2016.
- "El principito secuestrado". Finalista del premio internacional de novela Planeta. 2019.

Series TV
- "Capadocia". Segunda y tercera temporada. HBO Argos televisión 2009-2010
- "El sexo débil". Sony Argos Televisión 2011. Primer lugar como mejor historia. Mercado de TV-Ficción Internacional. 2011
- "Jelena". BK televisión de Serbia y Montenegro. Mejor guion. Award trophies Feria internacional de productos audiovisuales. Budapest Hungría 2005
- "Vuelve temprano". Serie TV. Grupo imagen. 2015